# نیمه‌غارزی
نیمه‌غارزی (به انگلیسی: Trogloxene, subtroglophiles) که به آنها مهمانان غار نیز می‌گویند، گونه‌های جانوری هستند که به‌طور دوره‌ای در زیستگاه‌های زیرزمینی مانند غارها یا در همان ورودی زندگی می‌کنند، اما نمی‌توانند منحصراً در چنین زیستگاه‌هایی زندگی کنند. در میان بسیاری از دانشمندان، نیمه‌غارزی معانی کمی متفاوت اما نزدیک به هم دارند، اولی (Trogloxenes) گونه‌هایی را پوشش می‌دهد که گاه به گاه از زیستگاه‌های زیرزمینی بازدید می‌کنند و گونه‌های دومی (subtroglophiles) که به‌طور دائمی در آنجا زندگی می‌کنند، اما باید به بیرون بروند (مثلاً برای یافتن غذا). هر دوی اینها در تضاد با تروگلوبیت‌ها هستند که به شدت در زیستگاه‌های زیرزمینی زندگی می‌کنند.